# Pseudabris
Pseudabris là một chi bọ cánh cứng trong họ Meloidae.
Chi này được miêu tả khoa học năm 1894 bởi Fairmaire.

## Các loài
Các loài trong chi này gồm:
- Pseudabris hingstoni (Blair, 1927)
- Pseudabris longiventris (Blair, 1927)
- Pseudabris przewalskyi (Dokhtouroff, 1887)
- Pseudabris tigriodera Fairmaire, 1894